# Arraias
Arraias är en kommun i Brasilien.   Den ligger i delstaten Tocantins, i den centrala delen av landet, 300 km norr om huvudstaden Brasília. Antalet invånare är 10 643.
Omgivningarna runt Arraias är huvudsakligen savann. Trakten runt Arraias är nära nog obefolkad, med mindre än två invånare per kvadratkilometer.